# Chaetolopha turbinata
Chaetolopha turbinata là một loài bướm đêm trong họ Geometridae.